# 艾爾郡
艾爾郡（英語：Ayrshire, 發音：[ˈʃirˠəxk iɲiˈɾʲaːɾʲ]），台灣又譯亞爾夏，是蘇格蘭歷史上的一個郡，位於蘇格蘭本土西南部，面積2,924平方公里，首府是艾尔。在行政上，艾爾郡已被拆分為北艾爾郡、東艾爾郡以及南艾爾郡。

艾爾郡的位置